# كين دورسي
كين دورسي (بالإنجليزية: Ken Dorsey)‏ هو لاعب كرة قدم أمريكية أمريكي، ولد في 22 أبريل 1981 في أوريندا في الولايات المتحدة.

## وصلات خارجية
- كين دورسي على موقع مرجع كرة القدم المحترفة.كوم (الإنجليزية)